# Christian Lorentz
Pour les articles homonymes, voir Lorentz.
Ne doit pas être confondu avec Christian Lorenz.
Christian Lorentz est chanteur ténor à l'Opéra national du Rhin.

## Biographie
Christian Lorentz fait des études de chant au conservatoire de Strasbourg. Il intègre la classe de Jean-Louis Weber en 1979, avant d'étudier avec René Terrasson, alors directeur de l'Opéra national du Rhin. Il y est engagé en 1987.
Il participe à de nombreux récitals et concerts en France, Allemagne, Hongrie. Son répertoire va du chant grégorien à un style plus actuel, sa préférence allant à la musique intimiste.
Il dirige la maîtrise de la cathédrale de Strasbourg au Vatican, en 1995, devant le pape Jean-Paul II.

## Discographie
Pierre et le Loup, en 2001, sous la direction de Valentin Sakharov, avec l'Orchestre symphonique de Russie.